# Independencia de Texas
La guerra de la Independencia de Texas, o la Revolución de Texas, tuvo lugar entre el 2 de octubre de 1835 y el 21 de abril de 1836. Las partes en conflicto fueron México y la provincia de Texas, perteneciente jurídicamente por aquel entonces al estado de Coahuila y Texas, y algunas partes de los Estados Unidos de América.
Los problemas entre el gobierno mexicano y los colonos angloparlantes en Texas comenzaron con la migración intensiva de los estados vecinos esclavistas (México había abolido la esclavitud), principalmente de Misisipi, Alabama y Tennessee, que para 1830, ya había duplicado su población con mayoría estadounidenses. 
Con la promulgación de la constitución centralista de 1835, conocida como las Siete Leyes, el presidente mexicano Antonio López de Santa Anna dejaba sin efecto la antigua Constitución federal de 1824. Poco tiempo después, surgieron pronunciamientos en varias regiones del país. La guerra comenzó en territorio texano el 2 de octubre de 1835, con la batalla de Los González. Rápidamente, las fuerzas texanas tomaron La Bahía y San Antonio Béjar, aunque pocos meses después serían derrotadas. 
Después de algunas victorias mexicanas, la guerra terminó inesperadamente con la batalla de San Jacinto, a más de 300 kilómetros de la actual ciudad de San Antonio. En ese lugar, el general Samuel Houston condujo a los rebeldes tejanos y a los voluntarios estadounidenses a una decisiva victoria contra tropas mexicanas, al mando de Antonio López de Santa Anna, saldándose con el general capturado tras la batalla. Tras la conclusión de la guerra, se formalizó la independencia de facto de la República de Texas. El congreso mexicano nunca aceptó el Tratado de Velasco argumentando que al estar firmado por un presidente preso, no tenía ninguna validez legal. Prueba de ello es que entre 1842 y 1844 se llevó a cabo una segunda campaña en Texas al mando del general Mariano Arista. Esta segunda expedición fue una reacción del ejército a las críticas recibidas. Texas se unió en 1845 a los Estados Unidos de América, y las reclamaciones de ambas partes no quedarian finiquitadas hasta la guerra entre los Estados Unidos y México, que se prolongaría entre 1846 y 1848.

## El conflicto

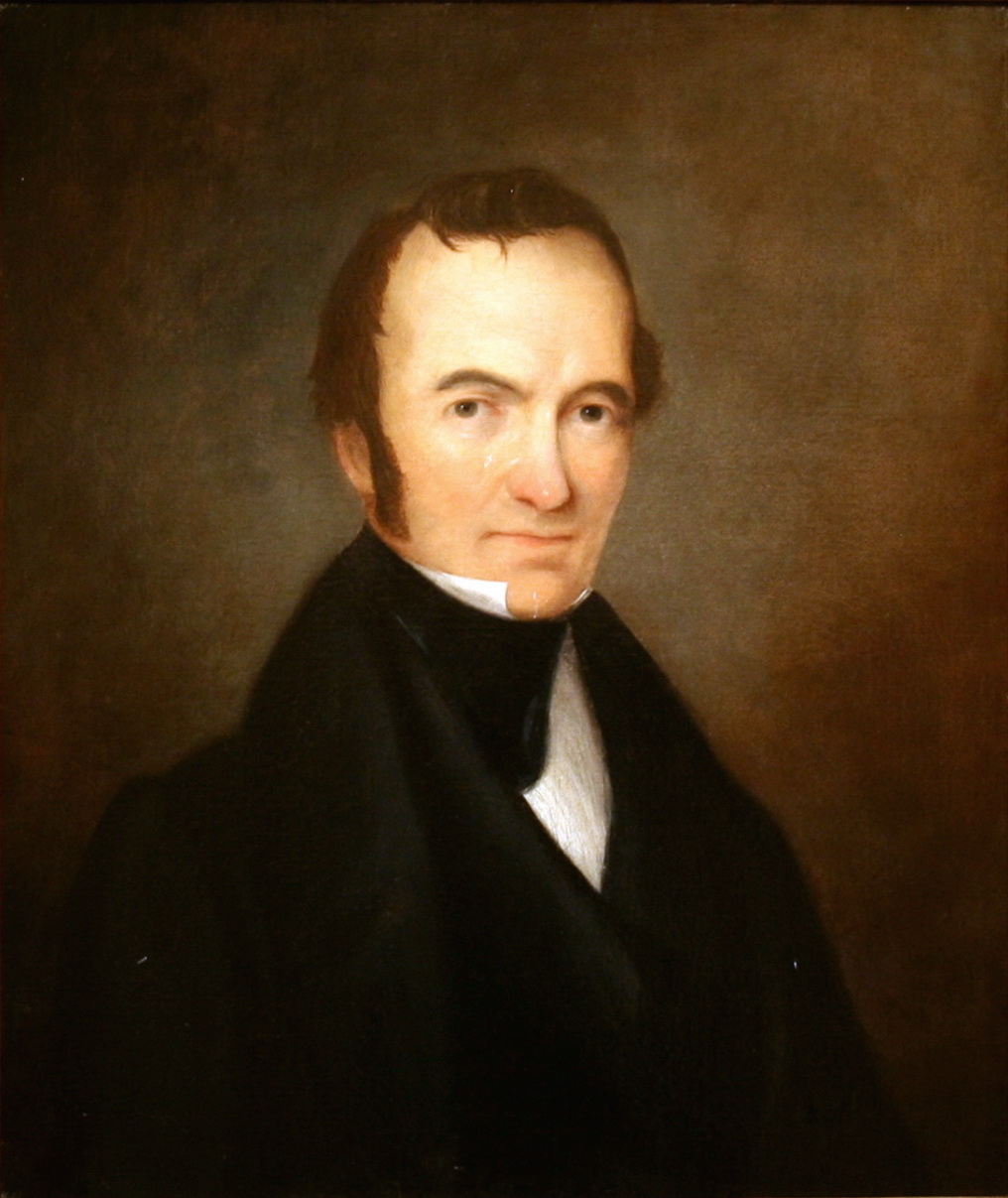
Stephen F. Austin, el llamado "Padre de Texas".

El pánico de 1819 sumió a los Estados Unidos en una grave depresión económica. Moses Austin, banquero de Virginia con fuertes intereses en el Territorio de Misuri, con ayuda del Barón de Bástrop Felipe Enrique Neri  y Erasmo Seguín diseñaron un proyecto para atraer colonos estadounidenses a la región, hecho que ayudaría a la Nueva España a desarrollar el territorio. En 1820, solicitó una concesión española para asentar a 300 familias originarias de Misuri en territorio texano. 
A finales de 1820, Moses Austin recibió la concesión del Virreinato de Nueva España, pero murió en junio del año siguiente. Por lo que Stephen Austin heredó la concesión otorgada a su padre e inició formalmente la colonización gracias al poder ejercido del barón de Bástrop en la diputación provincial de San Antonio y la legislatura en Coahuila y Texas.

### La independencia de México y la colonia texana
Los planes de Austin para la colonización fueron diseñados de acuerdo con las leyes vigentes en México. El inicio de las revueltas antinapoleónicas en México por parte del cura Miguel Hidalgo y Costilla, en 1810, dio inicio a once años de guerra que se convertirían en la lucha por la independencia a raíz de la Declaración de Independencia del 6 de noviembre de 1813. Parecía, sin embargo, que el triunfo final sería para el bando realista, hasta que en 1821 algunos generales criollos, entre ellos, Agustín de Iturbide, sellaron una alianza con los insurgentes mexicanos, hecho que determinaría el fin de la Guerra de Independencia de México, con la victoria de los independentistas. El territorio de Texas quedó enmarcado en la provincia de Coahuila y Texas, con capital en Saltillo, muchos kilómetros al sur de la antigua capital tejana  San Antonio Béjar.
En diciembre de 1821, los colonos de Austin llegaron por tierra y mar a las inmediaciones de San Felipe. Para desgracia de Austin, el nuevo gobierno mexicano no reconoció el acuerdo firmado con las autoridades virreinales. Entonces viajó Stephen a la Ciudad de México, y tras una labor de tres años, la concesión española fue aceptada gradualmente por el gobierno mexicano. A lo largo de este período, Austin aprendió a hablar español y se hizo amigo muy cercano del exinsurgente José Antonio Navarro y Ruíz. En los años siguientes, trabajaron juntos para llevar más colonos a Texas.
Según los términos del acuerdo, todos los colonos debían convertirse al catolicismo, mostrar «solvencia moral», obtener la nacionalidad mexicana y cambiar sus nombres ingleses por su equivalente en español. Cada uno de los colonos sería dotado con cerca de 16 km² de terreno. La colonia floreció, y hacia 1829 tenía una población de 18 000 personas. El propio Navarro se convirtió en propietario de más de 100 km² de tierra en 1830.

## Comienza la guerra

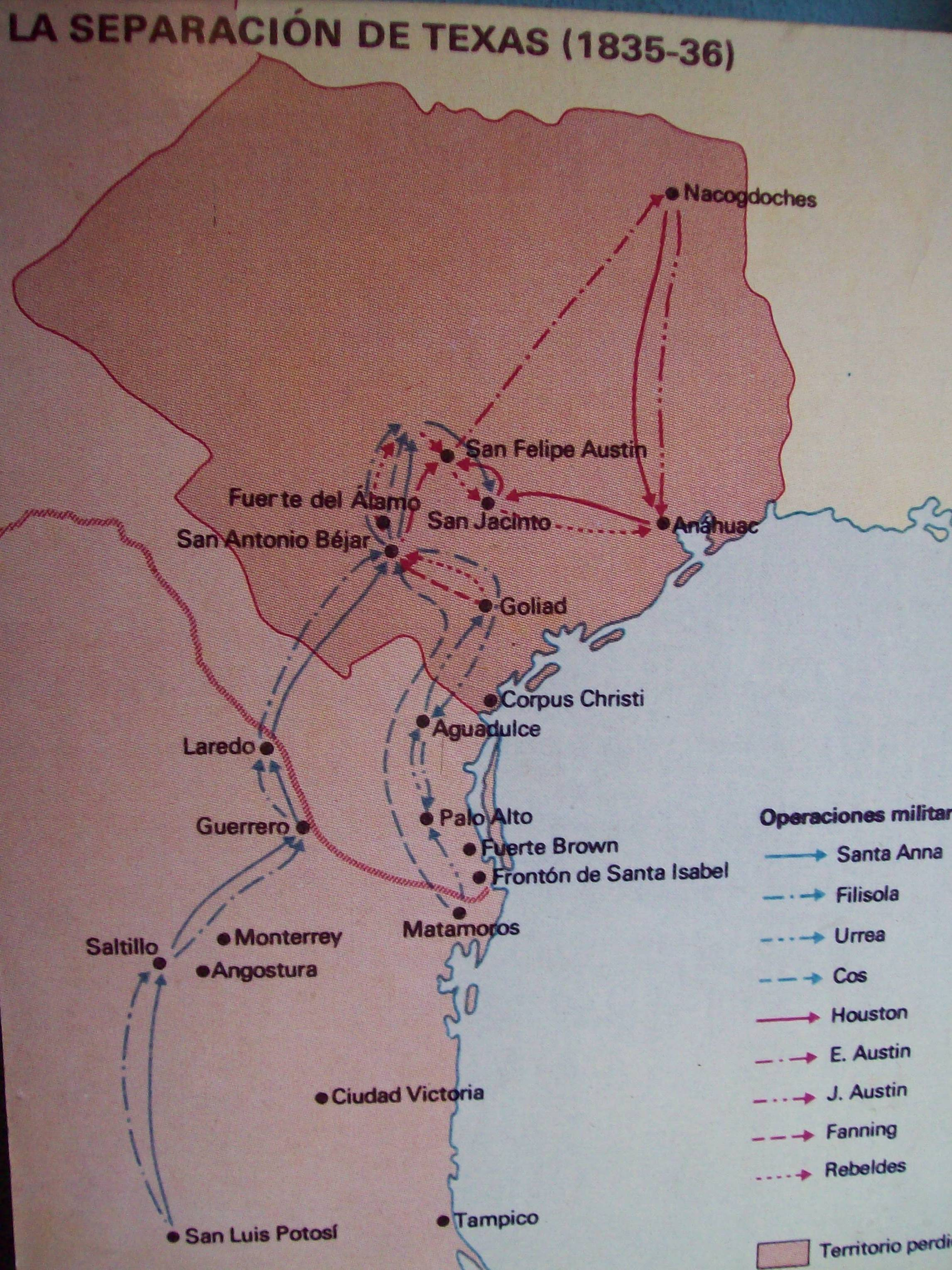
Campañas durante la separación de Texas, mapa del Museo Nacional de las Intervenciones.

Ven y tomalo Bandera desafiante Texana ante la negativa de entregar sus cañones

La insurrección contra Santa Anna comenzó cuando el estado de Zacatecas, a la sazón convertido en departamento, se lanzó contra el gobierno centralista en 1835, enarbolando como bandera el liberalismo. La insurrección fue reprimida brutalmente y los civiles fueron masacrados por cientos. Este fue el inicio de una serie de rebeliones, a cuyos participantes Santa Anna declaró traidores a la Patria. Lo siguiente fue poner a su cuñado, Martín Perfecto de Cos, al frente de las tropas que marcharon a poner fin a los disturbios en Texas.

### La guerra de Texas
Hacia 1835 cuando muchos estaban decididos a insurreccionarse, los texanos debatían informalmente el tema. En julio de 1835, Austin fue puesto en libertad, pues no se le comprobó participación alguna en la rebelión, y llegó a Texas en agosto. Los texanos se sentían afrentados por el encarcelamiento de Austin, la brutal represión en Zacatecas, el exhorto al desarme de las milicias, la orden de repeler nuevos inmigrantes, y particularmente, por la abolición de la Constitución Federal. La gota que derramó el vaso fue el asesinato de un colono a manos de un soldado mexicano. Tras una pequeña consulta, la provincia de Texas decidió levantarse en armas contra el gobierno de México.

### Victorias de los texanos
Antes de la consulta, y de acuerdo con el llamado nacional de Santa Anna al desarme de los ejércitos estatales, el coronel Domingo Ugartechea, destacado en San Antonio Béjar, ordenó a los texanos devolver un cañón que fue entregado por el gobierno de México para la guerra, y que se localizaba en la población de González. Ante la negativa de los texanos, Ugartechea mandó entonces al teniente Francisco Castañeda con cien dragones a recuperar la pieza de artillería.  Cuando llegaron a las playas del río Guadalupe, cerca de González, en la otra banda del río había dieciocho texanos que oponían resistencia. Sin poder cruzar, Castañeda estableció un campamento. Los texanos ocultaron el cañón y llamaron voluntarios. A este llamado respondieron dos grupos de milicianos. El coronel Henry Moore fue elegido cabeza de los rebeldes, que aprestaron el cañón y dos balas. Un indígena llegó al campamento de los mexicanos y avisó a Castañeda que los rebeldes eran ahora cerca de 140. Todo quedó listo para la batalla de González. Esta batalla fue ganada por los texanos, que incluso llegaron a urgir a Castañeda a unirse a la sedición. Los texanos atacaron, y Castañeda decidió volver a San Antonio Béjar con los dragones.
El siguiente enfrentamiento entre mexicanos y texanos, con victoria para los segundos, fue la batalla de Concepción. A continuación, los texanos capturaron San Antonio Béjar, que era defendida por el general Cos. Cuando Austin dio la orden a sus milicianos de esperar y atacar el ejército de Cos, muchos de los voluntarios simplemente desertaron. En noviembre de 1835, el ejército texano estaba compuesto por unos 600 hombres. Los oficiales, a un tiempo, diseñaban la estrategia de ataque, pero también se preguntaban cuál era la causa por la que combatían a las fuerzas mexicanas. El sitio de San Antonio Béjar dio inicio el 12 de octubre de 1835 y concluyó el 11 de diciembre de ese mismo año, con la captura de Cos y su tropa. 
Los remanentes del ejército texano, pobremente equipados y sin una perspectiva colectiva de la causa de la guerra, prepararon el avance rumbo a Matamoros, con intenciones de saquear el pueblo y obtener de él provisiones y recursos. Esta y otras misiones independientes restaron militantes al movimiento texano, y concluirían en un desastre en los meses siguientes.

### Gobierno provisional de Texas
En González, la consulta convocada un mes antes finalmente concluyó, cuando los delegados de las colonias constituyeron un quorum significativo. Después de un debate ríspido, finalmente se instituyó un gobierno provisional que no intentaba separarse de México, sino se manifestaba en contra de los centralistas. Henry Smith fue elegido gobernador y Sam Houston fue designado comandante en jefe del Ejército Regular de Texas. Este no era aún un ejército regular, pues el ejército de Austin estaba formado completamente por voluntarios. De esta suerte, Houston debió formar uno.
Los texanos tenían más tierras que dinero como base financiera para crear su ejército; una dotación mayor de tierra podría ser designada para aquellos que se enlistaran como soldados regulares. El gobierno provisional de Texas, además, estableció un servicio postal, y envió un cargamento de mercancía a los Estados Unidos, a cambio de 100 mil dólares. Además, ordenó cientos de copias de textos militares. El 24 de noviembre de 1835, Austin fue elevado a general. Se celebraron elecciones y Edward Burleson se convirtió en el sucesor de Austin.
Se cree que el motivo por el que no mostraron las intenciones de independizarse de México en la convención, abrigaban la esperanza de atraer a su causa a los elementos liberales y federalistas que estaban descontentos con el régimen centralista y el hecho de que no tenían asegurado un apoyo de parte de los Estados Unidos.

## El encuentro de los dos ejércitos

### Retirada texana
¡Compañeros de armas! Nuestros más sagrados deberes nos conducen á estos desiertos y precisan al combate con esa chusma de aventureros desgraciados, á quienes nuestras autoridades incautamente han prodigado beneficios que no alcanzaron los mexicanos. Apropiándose nuestros terrenos, han levantado el estandarte de la rebelión para independer este fértil y dilatado departamento, persuadidos de que nuestras desgraciadas disensiones nos habrían imposibilitado á la defensa del suelo patrio. ¡Miserables! Pronto van á conocer su insensatez.

¡Soldados! Vuestros camaradas han sido sacrificados alevosamente en Anáhuac, Goliad y Béjar, y vosotros sois los destinados al escarmiento de los asesinos.

¡Mis amigos! Marcharemos hasta donde lo exijan los intereses de la nación á quien servimos. Los pretendientes á acres de tierra en Texas, sabrán bien á su pesar que sus auxilios de Nueva Orleans, Mobila, Boston, Nueva York, y otros puertos del Norte, de donde nunca debieron salir, son insignificantes; y que los mexicanos, generosos por naturaleza, no dejan impunes ultrajes con perjuicio y descrédito de la patria, sean quienes fueren los agresores.
Campo del Río de las Nueces, Febrero 17 de 1836.—Antonio López de Santa—Anna.

Houston entendió inmediatamente que su pequeño ejército no estaba preparado para combatir al de Santa Anna. Viendo que su única elección era llevar su ejército a un terreno más favorable, Houston ordenó la retirada hacia la frontera con Estados Unidos. La táctica empleada fue la de alejar a los mexicanos de las fuentes de provisiones. Más tarde, la lluvia volvió intransitables los caminos y la estación fría hizo sentir sus efectos en los dos ejércitos combatientes.
El ejército de Santa Anna, siempre tras las huellas de Houston, inició una incesante persecución. El pueblo de González no era defendido por los rebeldes, así que le prendió fuego. La misma suerte corrió la colonia de San Felipe. Lo único que impedía el avance del ejército de Santa Anna eran los caudalosos ríos, a toda su capacidad por causa de las lluvias. Esto dio a Houston un respiro que también sirvió como preparación militar.

### La derrota de Santa Anna

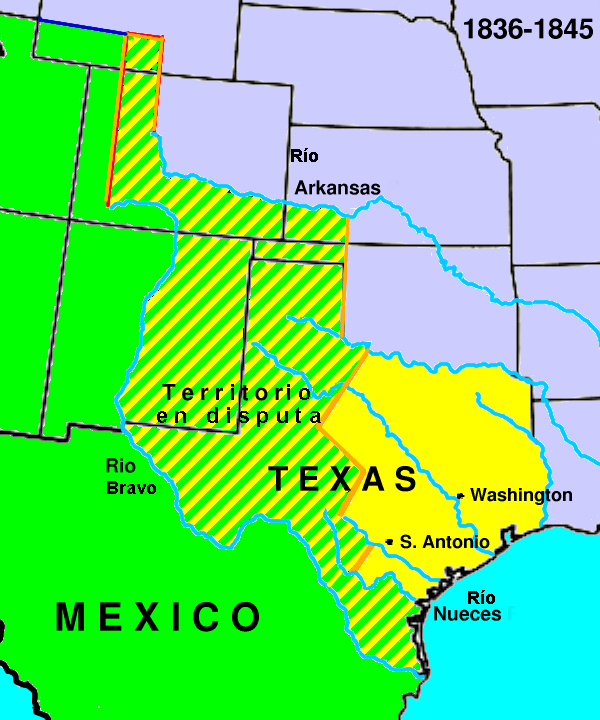
República de Texas. La frontera sur continuó siendo disputada hasta 1846.

Muchas cosas habían ocurrido desde que Santa Anna había decidido dividir su regimiento, y avanzar sobre Galveston, donde los miembros del Gobierno Provisional se hallaban refugiados. Santa Anna esperaba capturar a los líderes del movimiento, y poner punto final a la guerra, que se había vuelto onerosa y prolongada. Como dictador de México, también tenía la necesidad de volver a la capital mexicana tan pronto como fuera posible. Houston fue puesto en el conocimiento del inesperado movimiento del ejército mexicano. El regimiento de Santa Anna marchó al oriente, rumbo a Harrisburg. Sin el consentimiento de Houston, los rebeldes texanos salieron al encuentro del ejército mexicano. 
El 20 de abril, ambas tropas se enfrentaron en el río San Jacinto. Santa Anna se alegraba por fin de tener frente a frente a los rebeldes, y esperaba refuerzos. 
Para mala suerte de los rebeldes, Cos llegó a reforzar a Santa Anna trayendo otros 540 soldados, que se sumaban a los 1200 que estaban al mando de Santa Anna. Impelidos por la oportunidad perdida y la indecisión de Houston (que no reforzaba la plaza), el ejército texano se lanzó al ataque. El 21 de abril por la madrugada, los texanos avanzaron, tomaron a los mexicanos por sorpresa. Horas antes del ataque, Santa Anna había ordenado descanso a su tropa, confiando en que los insurgentes no atacarían a su tropa superior en número. La batalla de San Jacinto fue el punto final y el enfrentamiento decisivo en el conflicto. Fue una batalla de 18 minutos de duración, en la que la defensa mexicana fue completamente aplastada gracias a Samuel Houston que Dirigió el ejército que derroto a Santa Anna.
Santa Anna fue capturado y llevado ante Houston, que se había fracturado el tobillo. Santa Anna accedió, bajo amenaza de muerte, a ordenar al Ejército de Operaciones (ahora al mando de Vicente Filisola, relacionado con la separación de Centroamérica del Imperio Mexicano), que pusiera fin a la campaña. Filisola, notando el estado de su hambrienta y maltrecha tropa, volvió a México, no sin las protestas de José de Urrea. El derrotado era Santa Anna, no el Ejército de Operaciones, razón por la cual Urrea se mostraba partidario de seguir la campaña. Filisola no estaba de acuerdo.
La derrota se debió a varios factores, en primer lugar la megalomanía de Santa Anna de atravesar todo el territorio desde la Ciudad de México en vez de ir por mar, lo que habría permitido llegar las tropas frescas; segundo, luego de las victorias de El Álamo y Goliad, Santa Anna creyó vencer a Samuel Houston (quien tenía solo 700 combatientes) era un «paseo militar» y su exceso de confianza en haber sido tomado por sorpresa en la batalla de San Jacinto(solo duró 18 minutos).  Y tercero, luego de su captura ordenó a los mandos (Urrea, Woll, Almonte, Filisola, Ramírez y Sesma, Tolsá, Ampudia y Gaona) la retirada de los mandos más allá del río Bravo. Urrea fue el único que se negó sabiendo que eran superiores al ejército texano.

## Consecuencias
Con Santa Anna prisionero sus captores lo forzaron a firmar el Tratado de Velasco el 14 de mayo. El tratado reconocía un cese a las hostilidades y que las tropas mexicanas retrocederían hacia el sur; todo esto a cambio del respeto a la vida de Santa Anna, quien aún era el presidente de México con licencia, la cual había obtenido justamente para poder mandar estas tropas. Si bien el tratado no reconocía explícitamente la independencia, Texas de facto obtuvo su separación de la República de México.
Asimismo, se pretendió devolver a Santa Anna a México con la intención de limar las asperezas con el gobierno mexicano. Su vuelta fue tomada en México como una provocación para quienes lo querían ver muerto. Los texanos lo embarcaron a Washington para que se entrevistara con el presidente de Estados Unidos, Andrew Jackson, con la orden de asegurar la independencia de Texas. 
Mientras tanto, en México, Santa Anna había caído en el desprestigio y con ello, se dejaron de reconocer también los Tratados de Velasco y la autoridad de Santa Anna para firmar cualquier acuerdo o tratado en nombre de México. A partir de entonces inició la llamada Segunda Campaña de Texas que duró dos años, en la cual sólo hubo algunas escaramuzas menores, ya que el gobierno mexicano nunca pudo armar una segunda fuerza militar para que marchara al norte. Por su parte, Texas obtuvo inmediatamente el reconocimiento como país independiente por parte de los Estados Unidos y organizó su gobierno con Samuel Houston en la presidencia y con el yucateco Lorenzo de Zavala como vicepresidente.
México nunca reconoció la independencia de Texas, por lo que el tema de definir alguna frontera igualmente quedó sin arreglo. Los mexicanos reconocían el límite de Texas en el río Sabina y los texanos la reconocían más al sur, en el río Grande o río Bravo.
Una de las primeras medidas de la naciente República de Texas fue restablecer la esclavitud, abolida por la Primera República Federal Mexicana en 1829.